# Mont Ntringui
Ntringui (auch: Ntingui, Johanna Peak nach anderen Angaben 1595 m) ist der höchste Gipfel der Insel Anjouan im Inselstaat Komoren und der Name des zentralen Bergmassivs.

## Geographie
Der Berg liegt im Zentrum der Insel zusammen mit Béléa (1219 m), Paharoni (1291 m) oberhalb des Dzialandzé. Nach Osten fallen die Hänge steil ab nach Koni Djodjo hin. Seine Umgebung ist als Parc du Mont Ntringui unter Schutz gestellt.